# Pallenopsis knipovichi
Pallenopsis knipovichi är en havsspindelart som beskrevs av Turpaeva, E.P. 1974. Pallenopsis knipovichi ingår i släktet Pallenopsis och familjen Phoxichilidiidae. Inga underarter finns listade i Catalogue of Life.